# Jimmy Patronis
Jimmy Theo Patronis Jr. (Panama City, 13 aprile 1972) è un politico statunitense, membro della Camera dei rappresentanti per lo stato della Florida dal 2025.
In precedenza, Patronis ha servito come direttore finanziario dello stato della Florida dal 2017 al 2025 e come rappresentante statale dal 2006 al 2014.

## Biografia e carriera professionale
Jimmy Patronis nasce a Panama City, in Florida, il 13 aprile 1972, da una famiglia di origini greche. Patronis frequenta il Gulf Coast Community College, dove si laurea con un diploma di associato in gestione della ristorazione nel 1994, e successivamente si iscrive alla Florida State University, laureandosi 2 anni più tardi in scienze politiche, nel 1996.  Mentre si trova alla Florida State, Patronis lavora come stagista presso il Senato della Florida e la Camera dei Comuni del Regno Unito. 
Subito dopo la laurea, nel 1998, Patronis viene nominato dal governatore della Florida Lawton Chiles alla Commissione elettorale della Florida e di nuovo nel 2001 dal governatore Jeb Bush, dove ha prestato servizio fino al 2003. Patronis è stato anche presidente dell'autorità aeroportuale della contea di Bay dal 2004 al 2006. 

## Carriera politica

### Rappresentante statale (2006-2014)
Nel 2006, Patronis entra in politica con il Partito Repubblicano, candidandosi per il seggio del distretto 6 della Camera dei rappresentanti della Florida in sostituzione del predecessore, impossibilitato a ricandidarsi a causa dei limiti di mandato vigenti come da legge statale. Dopo aver sconfitto gli avversari alle primarie con il 39% dei voti, Patronis riesce a vincere con il 67% dei voti le elezioni generali sconfiggendo la candidata del Partito Democratico Janice Lucas. Viene rieletto senza oppositori nel 2008, con il 78% nel 2010 e nel 2012. Nel 2014, Patronis lascia la Camera, impossibilitato a ricandidarsi per un quinto mandato.
Successivamente viene nominato dal governatore della Florida Rick Scott come membro della commissione per i servizi pubblici dal 2015 al 2017.

### Direttore finanziario della Florida (2017-2025)
Nel 2017, dopo le dimissioni di Jeff Atwater, il governatore della Florida Rick Scott nomina Jimmy Patronis come nuovo Direttore finanziario della Florida e l'anno successivo, Patronis riesce a sconfiggere il candidato del Partito Democratico Jeremy Ring alla carica di direttore con il 52% dei voti contro il 48% di Ring. Patronis si dimette il 31 marzo 2025 dalla carica, poiché la legge statale impone a qualunque ufficiale dello stato di dimettersi quando annuncia una candidatura ad una carica federale.

### Membro della Camera dei rappresentanti per lo stato della Florida
Il 25 novembre 2024 Jimmy Patronis annuncia la propria candidatura alle elezioni speciali alla Camera dei rappresentanti per il 1° distretto congressuale della Florida, in quanto il precedente rappresentante Matt Gaetz aveva presentato le proprie dimissioni prima di insediarsi nel 119° Congresso, lasciando il seggio vacante.
Le elezioni speciali, che coinvolgevano anche il 6° distretto congressuale della Florida a causa delle dimissioni di Michael Waltz, si sono tenute il 1° aprile 2025 e, in una corsa molto seguita dai media nazionali, Patronis riesce a sconfiggere con il 56,91% dei voti la candidata del Partito Democratico Gay Valimont, ferma al 42,28% delle preferenze.
Sebbene Patronis e il collega candidato repubblicano del 6° distretto Randy Fine siano stati eletti, il margine di vittoria dei due candidati si è significativamente ridotto rispetto alle tornate elettorali precedenti: nel 2024 il candidato del 1° distretto Matt Gaetz aveva sconfitto Gay Valimont con il 66% dei voti contro il 34% della rivale, registrando un calo di 10 punti per il Partito Repubblicano rispetto ad un aumento del 12% per la candidata del Partito Democratico. Tali elezioni sono altresì servite per sondare l'opinione generale nazionale e statale delle azioni politiche del Presidente degli Stati Uniti d'America Donald Trump.
Patronis entra in carica come membro della Camera dei rappresentanti il 2 aprile 2025.